# Loin du monde
Albums de Jul
La Machine
(2020) Demain ça ira
(2021)
Singles
1. M*ther F**k
Sortie : 10 décembre 2020

Loin du monde est le quatorzième album studio du rappeur français Jul, sorti le 18 décembre 2020 sous le label D'or et de platine.

## Genèse
Prévu pour le 18 décembre 2020, Loin du monde est le quatorzième album studio et le vingt-et-unième projet musical de Jul. Cet album fait suite à La Machine, sorti six mois plus tôt et à l'album collectif 13'Organisé sorti deux mois auparavant.
Comme pour son album précédent, l'artiste organise un concours de graphisme pour trouver les pochettes avant et arrière de cet album. Le 22 novembre 2020, il annonce les gagnants du concours en sélectionnant cependant un total de trois œuvres parmi celles choisies par les internautes, afin d'illustrer la couverture, la liste des pistes et l'intérieur de l'album physique.
Le 10 décembre 2020, il dévoile, en featuring avec SCH, le clip M*ther F**k.
Le 13 décembre 2020, Jul dévoile la tracklist contenant des collaborations avec Wejdene, SCH, Poupie, Le Rat Luciano, Gazo, Houari, Naps, Alonzo, Gips, Moubarak et L'Algérino.

## Accueil commercial
En trois jours, l'album s'écoule à 21 446 exemplaires, et réalise le meilleur démarrage mondial sur la plateforme de streaming Spotify.
En une semaine, l'album s'écoule à 41 021 exemplaires.
Il est certifié disque d'or peu après, le 25 décembre 2020, puis disque de platine deux mois après sa sortie, en février 2021. Il passe le cap du double disque de platine (équivalent à 200 000 ventes) en février 2023.

## Clips vidéo
- M*ther F**k (feat. SCH) : 10 décembre 2020

## Liste des titres
| No  | Titre                                    | Auteur                                                      | Compositeur(s)                                 | Durée |
| --- | ---------------------------------------- | ----------------------------------------------------------- | ---------------------------------------------- | ----- |
| 1.  | La pharmacie                             | Jul                                                         | Jul                                            | 5:20  |
| 2.  | Brouncha                                 | Jul                                                         | Jul                                            | 3:10  |
| 3.  | M*ther F**k (feat. SCH)                  | Jul, SCH                                                    | Jul                                            | 3:37  |
| 4.  | La Passat                                | Jul                                                         | Jul                                            | 3:56  |
| 5.  | Un autre monde                           | Jul                                                         | Jul                                            | 3:37  |
| 6.  | Sous terre                               | Jul                                                         | Jul                                            | 5:46  |
| 7.  | Son ex                                   | Jul                                                         | Jul                                            | 3:08  |
| 8.  | Guytoune (feat. Naps)                    | Jul, Naps                                                   | Jul                                            | 2:38  |
| 9.  | Comme un voyou (feat. Le Rat Luciano)    | Jul, Le Rat Luciano                                         | Jul                                            | 3:36  |
| 10. | S.U.V                                    | Jul                                                         | AbysOne                                        | 2:54  |
| 11. | Dors on te piétine (feat. Gazo)          | Jul, Gazo                                                   | Wavywess, Nardey, Scar Productions             | 2:50  |
| 12. | Hold-Up (feat. Alonzo & L'Algérino)      | Jul, Alonzo, L'Algérino                                     | Jul                                            | 3:36  |
| 13. | Guadalajara                              | Jul                                                         | Jul                                            | 3:04  |
| 14. | Loin de tout (feat. Wejdene)             | Jul, Wejdene                                                | Jul                                            | 3:28  |
| 15. | Je vais pas redonner                     | Jul                                                         | Jul                                            | 3:45  |
| 16. | Les gens (feat. Houari, Gips & Moubarak) | Jul, Houari, Gips, Moubarak                                 | Jul                                            | 3:45  |
| 17. | Mauvais garçon                           | Jul                                                         | Jul                                            | 3:11  |
| 18. | Poupie - Feux (feat. Jul)                | Poupie, Jul, Machynist, Some-1ne, Aloïs Zandry, Ever Mihigo | Machynist, Some-1ne, Aloïs Zandry, Ever Mihigo | 3:18  |

## Titres certifiés en France
- M*ther F**k (avec SCH)  Diamant [10]
- Loin de tout (avec Wejdene)  Platine [11]
- Brouncha  Or [12]

## Classements et certifications

### Classements
L’album se classe une première fois en première position du top des albums lors de la semaine du 1er au 8 janvier 2021, puis une deuxième fois lors de la semaine du 22 au 29 janvier 2021.

### Certifications et ventes
| Région        | Certification | Ventes/Streams |
| ------------- | ------------- | -------------- |
| France (SNEP) | 2 × Platine   | 200 000        |